# Viva Forever
"Viva Forever" é uma canção do girl group britânico Spice Girls. A música foi lançada em 20 de julho de 1998 e recebendo aclamação da crítica, sendo bem recebida, tornando-se o sétimo single número 1 consecutivo do grupo no Reino Unido, ganhando uma certificação platina, além de liderar as paradas na Nova Zelândia. Sendo um sucesso comercial, apesar da má promoção.
Um videoclipe dirigido por Steve Box foi lançado com as cinco integrantes do grupo como fadas animadas que interagem com dois amigos em uma floresta. O vídeo foi encomendado meses antes da partida de Geri e, como tal, ela aparece no vídeo e na arte da capa do single. As quatro integrantes remanescentes, promoveram a faixa em shows como Top of the Pops e no programa de televisão National Lottery. Uma versão dupla adaptada foi cantada com Pavarotti em seu evento anual de caridade Pavarotti e Friends, também foi tocada ao vivo na turnê de retorno das meninas, The Return of the Spice Girls. "Viva Forever" é amplamente considerado pela critica, como o melhor trabalho das Spice Girls em sua carreira. No livro The Spice Girls Revisited de David Sinclair, foi confirmado pelos co-escritores/produtores da música Matthew Rowe e Richard Stannard, que Geri Halliwell foi a principal compositora da música.

## Antecedentes e lançamentos
No final de março, o single foi relatado pela primeira vez como "Never Give Up on the Good Times"/"Viva Forever". Originalmente, o single iria ser lançado em 11 de maio de 1998. Logo depois, foi adiado para trás, neste primeiro caso até 25 de maio. No final de abril, a data de lançamento foi adiada novamente para 8 de junho, e neste momento uma cassette promocional para "Viva Forever", circulou sem "Never Give Up on the Good Times". No início de maio, a data de lançamento mudou novamente para 29 de junho. Uma competição apareceu no Evening Mail (Em 19 de maio de 1998) dizendo o seguinte: "10 cópias do vídeo serão dadas. Cada vencedor do prêmio também receberá uma T-Shirt das Spice Girls e uma cópia do novo single A-side Forever/Never Give Up on the Good Times, lançado em 29 de junho."
No dia 27 de maio, as Spice Girls apareceram na Loteria Nacional, performando "Viva Forever" e "Spice Up Your Life" sem Geri Halliwell, com a desculpa da cantora estar doente. No início de junho, o single foi confirmado para simplesmente como "Viva Forever". O single deveria ser lançado em 13 de julho, mais de dois meses após a data de lançamento original prevista em 11 de maio. Mesmo que os cartazes foram impressos mostrando a data de lançamento para 13 de julho, não demorou muito para que as datas de lançamento começassem a mudar novamente. No dia do lançamento, as lojas ao redor do Reino Unido receberam um aviso dizendo que o single não seria lançado no dia 13 de julho, e seria lançado em uma semana ou duas. Após os constantes atrasos, o single foi finalmente lançado em 20 de julho.

## Recepção

### Critica
"Viva Forever" recebeu críticas positivas dos críticos de música. Sputnikmusic chamou-o de "uma canção genuinamente excelente", acrescentando que ela de uma forma "sincera se move" e que "nunca teria imaginado que as Spice Girls pudessem lançar uma música como essa". A Rolling Stone chamou a música de "uma grande balada que é tão convincente quanto os lançamentos espanhóis das Spices". O Yahoo! Music comparou a música com "Mama", e acrescentou que "uma guitarra de flamenco rasgantes e cordas exuberantes tecem na balada de "Viva Forever" com um toque de Madonna dentro disso [...] as inspirado ".

### Comercial
"Viva Forever" foi mal promovido, devido às quatro meninas restantes terem viajo para a América. Sua única forma de promoção, foi sua data de lançamento que foi planejada para coincidir com o clima triste que ficou para os fãs, com a saída de Geri. A música foi lançada em 20 de julho de 1998, vendendo 100 mil nos primeiros três dias e 277 mil cópias na primeira semana. Ele ficou no número um por duas semanas no Reino Unido, gastando nove semanas no top 40 e treze semanas dentro dos top 75; passou a ser certificado de platina e vendeu 690 mil cópias no Reino Unido como de julho de 2017. Na Itália, o single estreou no número três, atingindo o número dois por cinco semanas não consecutivas, sendo bloqueado da primeira posição pela "Life" de Des'ree  e "I Don't Want to Miss a Thing" do Aerosmith e ficou dezesseis semanas nas paradas. Na Suíça, o single estreou em 9 de agosto de 1998 no número seis, atingindo uma posição máxima de três, duas semanas depois. Permaneceu treze semanas nos dez primeiros, vinte e duas semanas no total e foi finalmente certificado de ouro pelo IFPI. Na Áustria, o single estreou no número quinze, atingindo uma posição máxima de quatro, por duas semanas (a maior posição de pico desde maio de 1997, quando "Mama" chegou ao topo da parada), ficando dez semanas nos dez primeiros e quinze semanas no total. Na Nova Zelândia, a música estreou no topo, ficando no número um, por duas semanas e onze semanas no total na parada. Na Austrália, estreou no número cinquenta e nove, pisando no número dois por duas semanas (impedido por "I Don't Want to Miss a Thing"), passando trinta e uma semanas na parada e recebendo uma certificação platina pela ARIA.

## Videoclipe

As Spice Girls como fadas, no clipe.

### Antecedentes e lançamentos
O videoclipe, que incluiu a animação stop motion das Spice Girls (incluindo Halliwell), como fadas, foi dirigido pelo vencedor do Oscar, Steve Box, do Aardman Animations. Box foi o principal animador do filme Chicken Run de Aardman, que também usou animação stop motion. Para o vídeo, ele criou cinco, fantoches de 12 polegadas de altura dede lata de especiais com asas que convocam um dos dois adolescentes da vida real, surpreendidos para fazer, a produção demorou cinco meses para ser concluída, consideravelmente mais do que demorou para se fazer Spiceworld: The Movie. Foi exibido pela primeira vez no Reino Unido em 22 de junho de 1998. O vídeo marca a aparição final de Geri com as Spice Girls, porque foi feito meses antes de sua saída. O vídeo pode ser visto como um elemento interativo no CD1 do Reino Unido, foi primeira vez que este recurso estava sendo usado, em um CD das Spice Girls.

### Sinopse
O vídeo começa com um livro de histórias sobre dois meninos que são considerados melhores amigos, que correm ao redor da floresta quando encontram um caso (semelhante ao caso que está dentro de um Kinder Ovo, mas de tamanho natural) que se abre por si só, o que revela Um frango como brinquedo. Os dois amigos perseguem o frango até verem outro caso, o qual a galinha do brinquedo salta. Ele abre por si só, e cinco fadas, as Spice Girls, saem. Enquanto um menino foge assustado, o outro, presumivelmente mais velho, permanece e as fadas brincam com ele, sussurram um segredo, dão um beijo no nariz e outras coisas semelhantes. Elas também removem seus óculos, revelando uma cara fofa. Então, elas o levam para outro lugar em frente ao enorme cubo mágico. As fadas dançam no cubo, para a música, até que o meio da parte superior se abre. O menino, assistido pelas fadas, sobe por dentro. Enquanto isso, o menino mais novo vê as fadas prestes a fechar o cubo. Quando chega ao cubo, seu amigo se foi, as fadas desaparecem e o cubo torna-se menor. Ele então entra na floresta por si mesmo com o cubo (que se encolhe para um tamanho normal) até que ele avista uma máquina de vendas gigantes de moedas que contém outros casos. Uma luz azul brilha na frente dele. Ele colocou o cubo mágico, agora colocado dentro de um estojo, o joga na máquina de venda de moedas e se afasta com tristeza. O vídeo termina com as fadas que voam para fora da máquina de vendas automáticas.

## Performances ao vivo
A música foi incluída na set-list definitiva da turnê Spiceworld. Depois que Geri saiu, nas partes americanas e na Grã-Bretanha da turnê, as meninas cantaram a edição de rádio da música em vez da versão do álbum. Melanie C também cantou "... Spice Girls forever" ao invés da letra original "... viva forever", perto do final da música. A música também foi cantada na turnê de Natal da Spiceworld. "Viva Forever" foi a última apresentação do grupo na televisão como um quinteto, no Top of the Pops. O desempenho foi realizado em 21 de maio de 1998 e foi transmitido em 5 de junho de 1998. Foi também a primeira música que tocaram na televisão sem Geri, em 27 de maio de 1998, na Loteria Nacional. As Spice Girls (4 garotas na formação) cantou esta música em 1998, nos concertos de caridade organizados anualmente Pavarotti e Friends (amigos para as crianças da Libéria). A versão no Pavarotti, foi apresentada no álbum de Pavarotti, intitulado Pavarotti and Friends. A música foi reimposta na turnê mundial The Return of the Spice Girls em 2007, com elementos de Flamenco e as meninas que ficaram em pódios rotativos.

"Viva Forever" foi regravado por Jim O'Rourke no álbum de compilação "Guilt By Association" e Deja Vu, que pode ser encontrado também no álbum "Tribute to the Spice Girls". Em 2013, o artista australiano de hardcore S3RL lançou uma regravação da música em ritmo dance.

## Faixas
| CD1 Britânico / CD Australiano / CD Brasileiro / Taiwan CD1 1. "Viva Forever" [Edição de Rádio] - 4:10 2. "Viva Forever" [ Tony Rich Remix] - 5:30 3. "Viva Forever" [Tony Rich Instrumental] - 5:42 4. "Viva Forever" [Interactive Element] CD2 Britânico /Cassette Britânico/CD Malaio / CD2 Taiwanês 1. "Viva Forever" [Edição de Rádio] - 4:10 2. "Who Do You Think You Are" [Ao Vivo] - 4:22 3. "Say You'll Be There" [Ao Vivo] - 4:25 CD Europeu 1. "Viva Forever" [Edição de Rádio] - 4:10 2. "Viva Forever" [Tony Rich Remix] - 5:30 | CD japonês 1. "Viva Forever" [Edição de Rádio] - 4:10 2. "Viva Forever" [Tony Rich Remix] - 5:30 3. "Who Do You Think You Are" [Ao Vivo] - 4:22 4. "Say You'll Be There" [Ao Vivo] - 4:25 12" Promo Vinyl single francês 1. A1:"Viva Forever" [Versão do álbum] - 5:09 2. B1:"Viva Forever" [Groovy Mix - Tony Rich Remix] - 5:30 7" Promo Vinyl single britânico 1. A1:"Viva Forever" [Edição de Rádio] - 4:10 2. B1:"Who Do You Think You Are" [Ao Vivo] - 4:22 |

## Desempenho nas tabelas musicais
| Chart (1998)                          | Maior posição |
| ------------------------------------- | ------------- |
| Alemanha (Media Control AG)           | 4             |
| Austrália (ARIA)                      | 2             |
| Áustria (Ö3 Austria Top 75)           | 4             |
| Bélgica (Ultratop 50 de Flandres)     | 13            |
| Bélgica (Ultratop 40 da Valônia)      | 9             |
| Canadá (Canadian Hot 100)             | 4             |
| Escócia (Official Charts Company)     | 1             |
| Europa (European Hot 100 Singles)     | 2             |
| França (SNEP)                         | 18            |
| Hungria (Mahasz)                      | 2             |
| Israel (Íslenski Listinn Topp 40)     | 2             |
| Irlanda (IRMA)                        | 2             |
| Itália (Hit Parade Italia)            | 2             |
| Nova Zelândia (NZ Top 10 Heatseekers) | 1             |
| Noruega (VG-lista)                    | 12            |
| Países Baixos (Dutch Top 40)          | 7             |
| Países Baixos (Mega Single Top 100)   | 7             |
| Reino Unido (UK Singles Chart)        | 1             |
| Suécia (Sverigetopplistan)            | 6             |
| Suíça (Schweizer Hitparade)           | 3             |

| Chart (1998)                             | Maior posição |
| ---------------------------------------- | ------------- |
| Alemanha (German Singles Chart)          | 19            |
| Austrália (Australian Singles Chart)     | 23            |
| Áustria (Austria Singles Chart)          | 21            |
| Bélgica (Belgium Wallonia Singles Chart) | 42            |
| Canadá (Canadian Singles Chart)          | 38            |
| França (France Singles Chart)            | 78            |
| França Italy Singles Chart               | 10            |
| Países Baixos (Dutch Top 40)             | 42            |
| Reino Unido (UK Singles Chart)           | 21            |
| Suécia (Swedish Singles Chart)           | 30            |
| Suíça (Switzerland Singles Chart)        | 16            |

## Vendas e certificações
| Região                                                                                             | Certificação | Vendas   |
| -------------------------------------------------------------------------------------------------- | ------------ | -------- |
| Alemanha (BVMI)                                                                                    | Ouro         | 250,000^ |
| Austrália (ARIA)                                                                                   | Platina      | 70,000^  |
| Bélgica (BEA)                                                                                      | Ouro         | 25,000*  |
| França (SNEP)                                                                                      | Ouro         | 250,000* |
| Nova Zelândia (RMNZ)                                                                               | Platina      | 10,000*  |
| Reino Unido (BPI)                                                                                  | Platina      | 690,000  |
| Suécia (GLF)                                                                                       | Ouro         | 15,000^  |
| Suíça (IFPI Suíça)                                                                                 | Ouro         | 25,000^  |
| *números de vendas baseados somente na certificação ^distribuições baseadas apenas na certificação |              |          |